# Hypna rufescens
Hypna rufescens är en fjärilsart som beskrevs av Butler 1866. Hypna rufescens ingår i släktet Hypna och familjen praktfjärilar. Inga underarter finns listade i Catalogue of Life.